# Herborg
Herborg er en by i Vestjylland med 272 indbyggere  (2024), beliggende 27 km vest for Herning, 4 km sydvest for Videbæk, 18 km nord for Skjern og 23 km øst for Ringkøbing. Byen hører til Ringkøbing-Skjern Kommune og ligger i Region Midtjylland.
Herborg hører til Herborg Sogn, og Herborg Kirke ligger i byen.

## Faciliteter
Herborg Friskole er oprettet i 2008 og giver undervisning på 0.-8. klassetrin. Børnehuset Trekløveret er tilknyttet friskolen og har børnehave og SFO samt vuggestue, der blev oprettet i september 2015. Samme år fik skolen nye idrætsfaciliteter med bl.a. springgrav. Friskolen har 13 ansatte, og børnehuset har 12.

## Historie

### Kirke, sogn og kommune
Herborg Sogn blev udskilt fra Vorgod Sogn i 1898, og Herborg Kirke blev opført i 1899 nogenlunde midt mellem de to gamle landsbyer Vester Herborg og Øster Herborg. Et par km vest for den nuværende kirke har der ligget en kirke, der er nævnt i Ribe Oldemoder i 1340. Kort efter blev den øde, vistnok under Den sorte død. Mange sten fra denne kirke findes i omegnens gårde, og de sidste blev brugt ved anlægget af Ringkøbing-Silkeborg landevej i 1856. Ved Sæddingvej er rejst en mindesten, hvor kirken lå.
Herborg Sogn var anneks til Nørre Vium Sogn og havde altså ikke egen præst. Hovedsognet og annekset udgjorde Nørre Vium-Herborg sognekommune helt frem til kommunalreformen i 1970. Her kom den med i Videbæk Kommune, som ved strukturreformen i 2007 indgik i Ringkøbing-Skjern Kommune.

### Genforeningssten
Ved den gamle station står en sten til minde om Genforeningen i 1920. Den blev afsløret på 2-års dagen 15. juni 1922.

### Stationsbyen
Herborg fik i 1920 jernbanestation på Skjern-Videbæk banen. Persontrafikken blev indstillet i 1955, læssesporet blev nedlagt i 1970, og den sidste godstrafik mellem Skjern og Videbæk stoppede i 1981.
Stationsbygningen findes på Genforeningsvej 17. Den blev i 1999 købt af Videbæk-Skjern Veteran- og Modeljernbane, der bruger den som klublokale og har modeljernbane i den. På sporsiden af stationsbygningen står tre godsvogne på skinnerne.
Foreningen havde også fået overdraget banen, hvor skinnerne stadig findes på en lang strækning, så man kan køre 12½ km mod syd til industrikvarteret i Skjern på skinnecykler, som vedligeholdes af foreningen og udlejes i Astrup Købmandshandel.
Banetracéet er også bevaret i den anden retning som en 2½ km lang sti fra Skolevej i Herborg til Søndergade i udkanten af Videbæk. Her er skinnerne også bevaret, men der er lagt grus oven på svellerne, så man både kan gå og cykle på stien.